# جون ماكميلان (ممثل)
جون ماكميلان (بالإنجليزية: John Macmillan) هو ممثل بريطاني. بدأ حياته المهنية في المسرح، وحصل على ترشيح لجائزة إيان تشارلزون عن عمله في إنتاج هاملت ومكبث. تم ترشيحه لجائزة ساتالايت عن أدائه في مسلسل بي بي سي تو مع الملك لير (2018).

## وصلات خارجية
- جون ماكميلان (ممثل) على موقع IMDb (الإنجليزية)
- جون ماكميلان (ممثل) على موقع قاعدة بيانات الفيلم (الإنجليزية)